# Покан-Юванькино
Покан-Юванькино (мар. Покан) — деревня в Горномарийском районе Марий Эл Российской Федерации. Входит в состав Виловатовского сельского поселения.
Численность населения — 176 чел. (2010 год).

## География
Располагается в 2 км от административного центра сельского поселения — села Виловатово. Верхняя часть деревни называется Поканово, нижняя часть — Юванькино. В настоящее время Покан-Юванькино практически слилось с селом Виловатово.

## История
До 1959 года верхняя и нижняя части деревни были самостоятельными поселениями. Марийское название Покан происходит от имени одного из основателей. Название Юванькино происходит от мужского имени Юван (Иван). Впервые выселок Покан из деревни Виноватый Враг упоминается в 1795 году.

## Название
Происходит с чувашского языка от Покан - Пень, Пеньки.

## Население
| 2002 | 2010 |
| ---- | ---- |
| 189  | ↘176 |